# ارتسنهاوزن
ارتسنهاوزن (به آلمانی: Erzenhausen) یک شهر در آلمان است که در Landkreis Kaiserslautern واقع شده‌است. ارتسنهاوزن ۷۰۴ نفر جمعیت دارد.